# Curaeus curaeus
Curaeus curaeus е вид птица от семейство Трупиалови.

## Разпространение
Видът е разпространен в Аржентина и Чили.